# Дісдорф
Дісдорф (нім. Diesdorf) — громада в Німеччині, розташована в землі Саксонія-Ангальт. Входить до складу району Зальцведель. Складова частина об'єднання громад Бетцендорф-Дісдорф.
Площа — 100,52 км2. Населення становить 2292 ос. (станом на 31 грудня 2021).

## Галерея

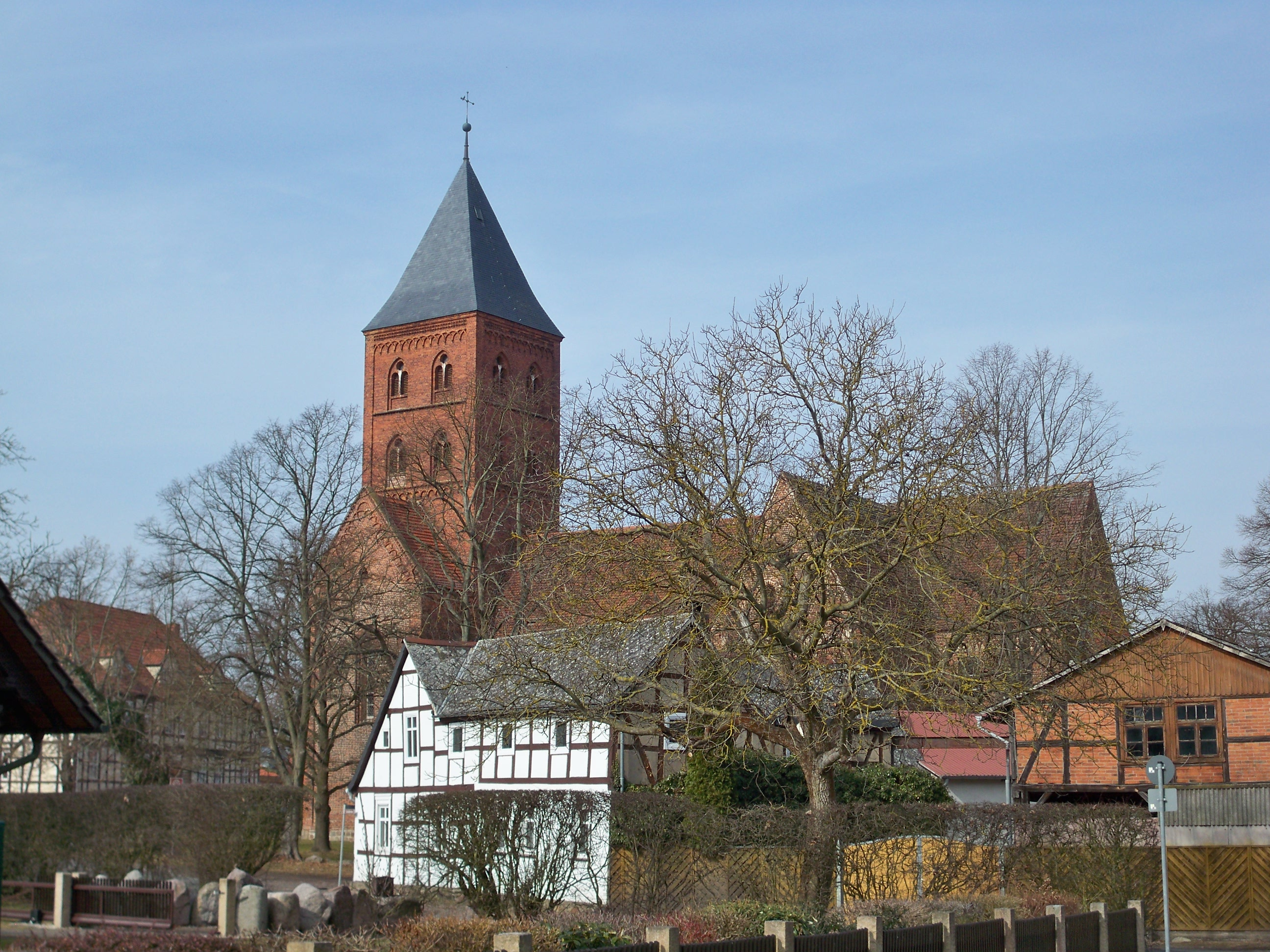
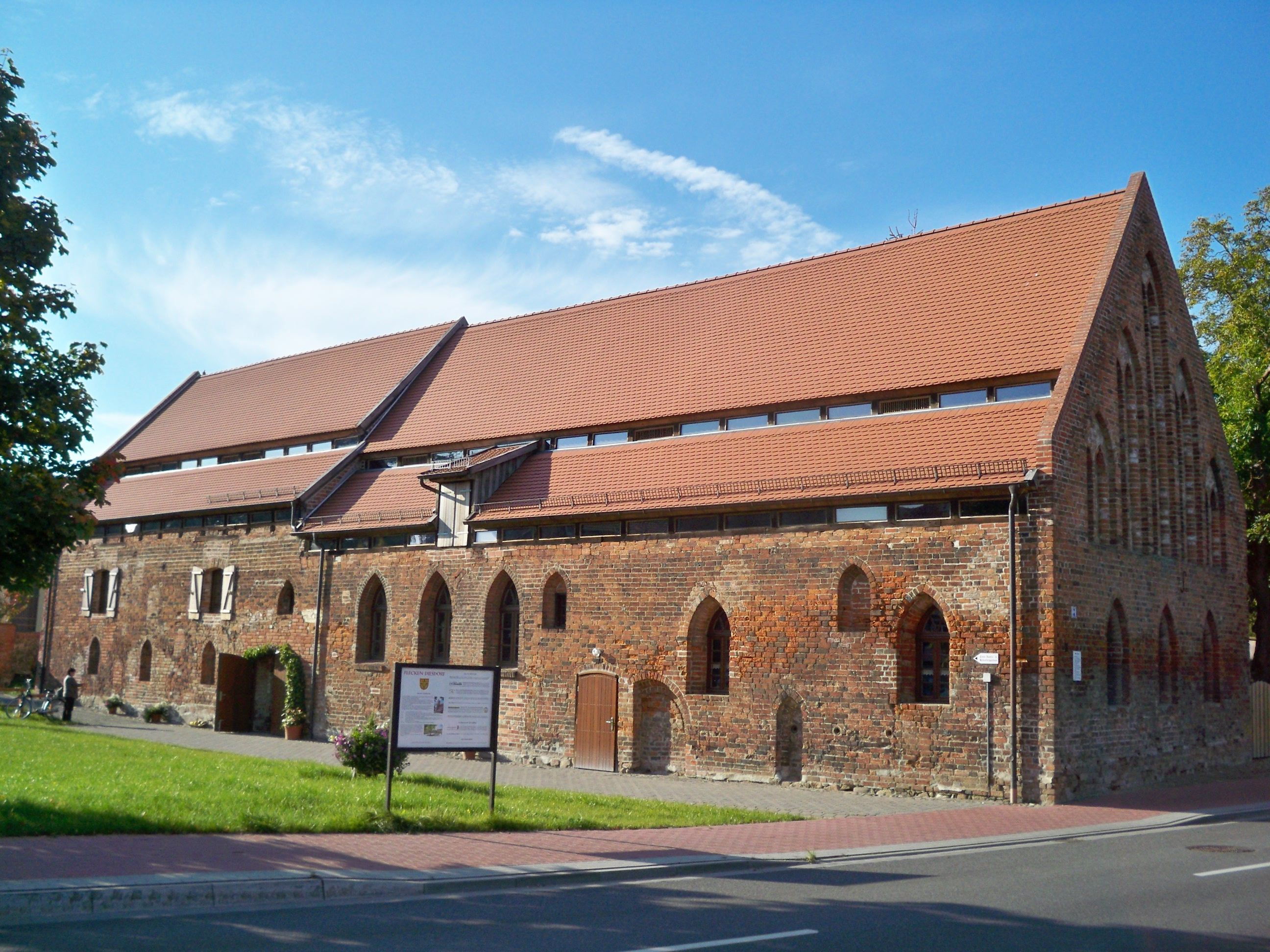
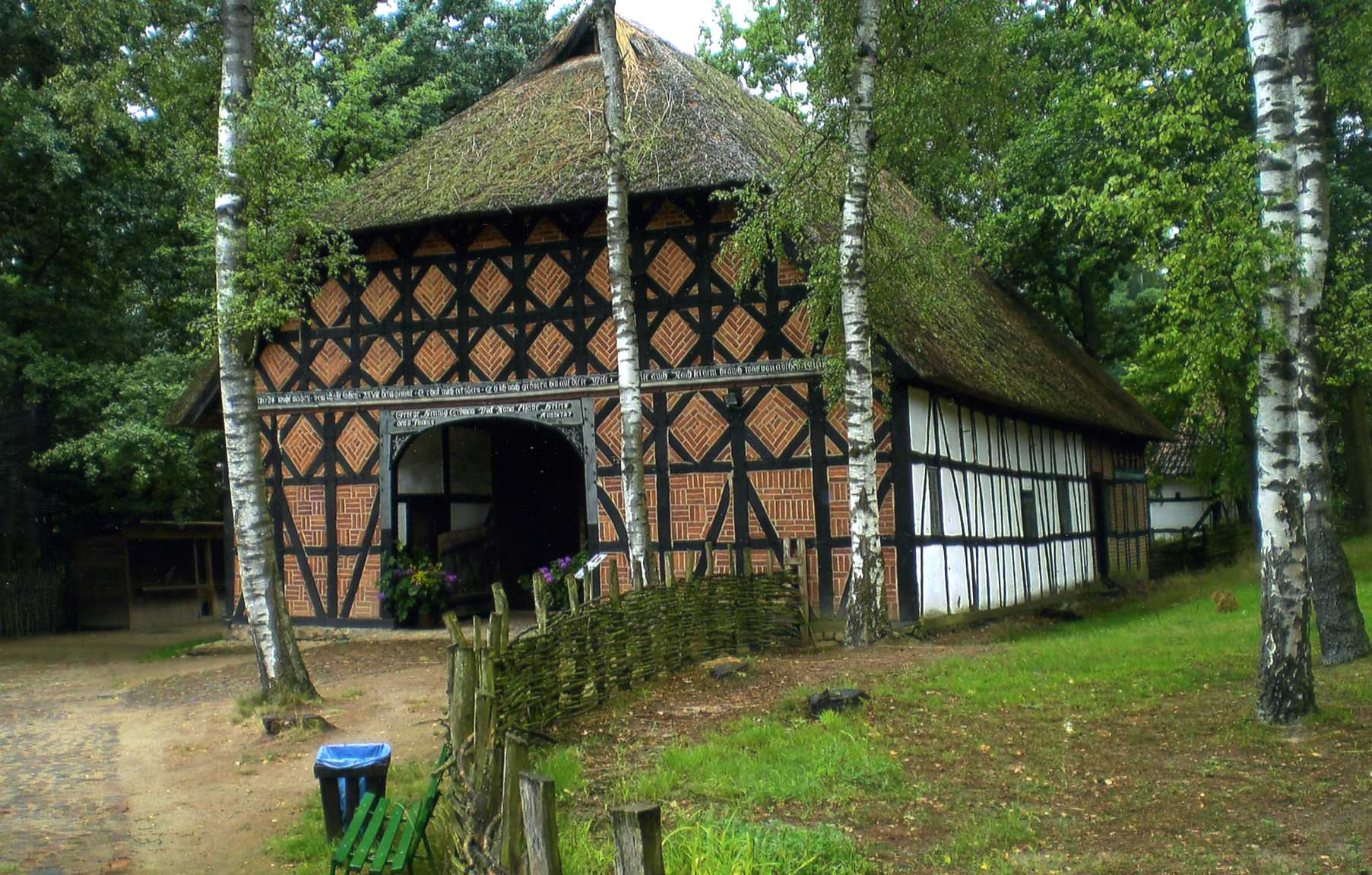
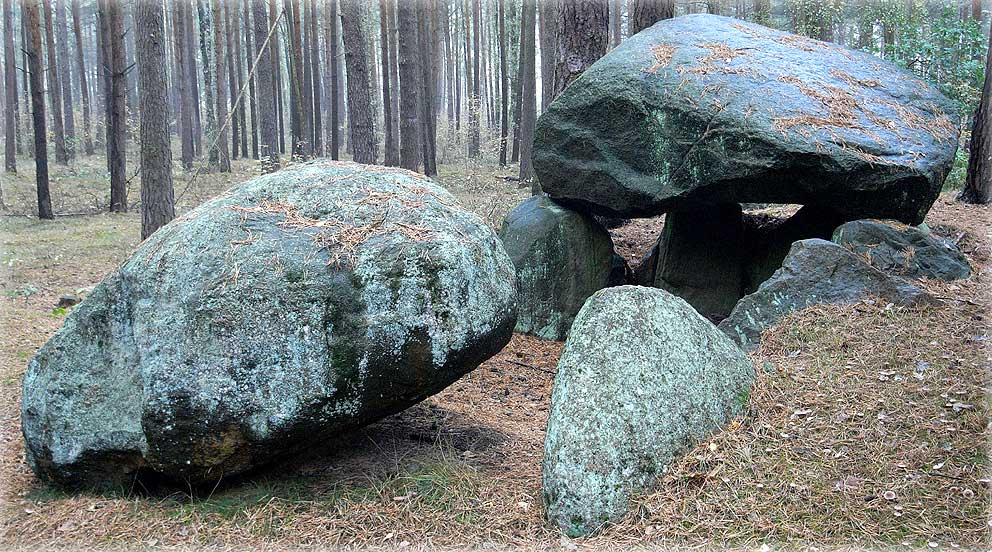